# Druga mowa olintyjska
Druga mowa olintyjska stgr. Ὀλυνθιακὸς Β – polityczna mowa Demostenesa, wygłoszona w 349 roku przed naszą erą. Celem mowy było przekonanie Ateńczyków, że Filip II Macedoński nie jest przeciwnikiem niemożliwym do pokonania, co miało zachęcić ich do udzielenia pomocy Olintowi.

## Tło
Olint był grecką polis leżącą na Półwyspie Chalkidyjskim. W latach 356–351 Olintyjczycy pozostawali w przymierzu z Filipem II, zawartym po przekazaniu im przez Macedończyka Potideji – wcześniejszej posiadłości ateńskiej. W 351 roku mieszkańcy Olintu dostrzegli agresywne zachowanie sojusznika, atakującego sąsiednie mniejsze polis, w związku z czym zawarli pokój z Ateńczykami. Zaatakowani przez Filipa w 349 roku, Olintyjczycy wysłali do Aten delegację z prośbą o sojusz obronny i pomoc przeciw agresji Macedończyków.
Demostenes był gorącym zwolennikiem walki z Filipem Macedońskim. W serii trzech mów wygłoszonych w lecie i/lub jesieni 349 roku zachęcał on współobywateli do udzielenia Olintyjczykom pomocy zbrojnej. W pierwszej z mów propagował wystawienie odpowiedniej floty do walki z Filipem, w drugiej odpierał argumenty zwolenników pokoju dotyczące zbyt dużej potęgi przeciwnika, w trzeciej zaś zajmował się kwestią funduszy niezbędnych na wojnę z Macedonią.
Ateńczycy zaakceptowali przymierze z Olintem i udzielili im militarnej pomocy. Okazała się ona jednak niewystarczającą i polis padła w 348 roku. 

## Treść
Według Demostenesa za szczególne dobrodziejstwo bogów uważać należy, że naród Filipowi sąsiedni i dawniej nawet z nim sprzymierzony, poznawszy zdradę Filipa, szuka przeciw niemu u Ateńczyków pomocy. Z tej pomyślnej pory korzystać polis należy, by ukrócić Filipa, który z ich własnej winy w tak wielką wzbił się potęgę, a od Aten hańbę oddalić (rozdziały 1–3). Tezą mowy jest to, że potęga Filipa, jako na zdradzie i niesprawiedliwości oparta, nie może być trwałą i runąć musi, jeżeli Ateny, dając pomoc Olintowi, mężnie do działania się wezmą (4–5) Demostenes wylicza oszustwa, jakich dopuszczał się Filip względem Ateńczyków, Olintyjczyków i Tesalczyków (6–7). Stracił przez to wiarygodność i zaufanie państw, które zdradą podszedł, nie może liczyć na ich życzliwość i trwałe z nimi przymierze. Owszem, przy najbliższej sposobności, jeśli dozna jakiegoś niepowodzenia, będzie miał wszystkich oszukanych przeciw sobie (8–10). By przyspieszyć to wystąpienie ościennych państw przeciw Filipowi, radzi dać szybką i silną pomoc Olintowi, oraz uwiadomić o tym Tesalczyków, którzy także z nim zerwać postanowili. Nie czcze jednak słowa i obietnice zanieść mają posłowie nasi do Tesalii, lecz wskazać na czyny przez nas dokonane. W takim razie rozpadną się wszystkie przymierza Filipowe, a i domowa siła jego okaże się także niedostateczną (11–14). Mówca wskazuje na wycieńczenie macedońskiego państwa ustawicznymi wojennymi wyprawami, na nieukontentowanie samych Macedończyków, na dumę Filipa, zbytek i rozwiązłość jego dworu; to wszystko jest oznaką zbliżającego się upadku. Upadek ten nastąpi, przy pierwszym niepowodzeniu, jakiego Filip dozna (15—21). Przyznaje, że Filipowi szczęście teraz sprzyja, lecz to tylko dlatego, że Ateńczycy z założonymi rękoma przypatrywali się wzrostowi jego potęgi. Silną mową stara się wzruszyć słuchaczy, przypominając im waleczność i poświęcenie przodków. Tamci praw innych państw greckich i ich niepodległości chronili, zaś dzisiejsi Ateńczycy własnego kraju bronić nie chcą (22–24). Karcąc gnuśność powiada, że zmienić należy dotychczasowe postępowanie na odwrotne, i wylicza obowiązki poszczególnych warstw obywateli (25–27). Atakuje Ateńczyków i gromi ich za to, że nie dostarczają wodzom i wojsku należącego im żołdu. Skutkuje to tym, że wodzowie zmuszeni koniecznością podejmują korsarskie wyprawy na własną rękę, by utrzymać wojsko z łupu, a zaniedbują prowadzenia wojny przez polis im powierzonej. Zmienić radzi dotychczasowy system podatkowy jako szkodliwy, i rozdzielić ciężary stosownie do majątku na wszystkich tak, by nikt nie był pokrzywdzony. Dozwolić każdemu swobody w wypowiadaniu swego zdania. Kończy twierdzeniem, że od przyjęcia tych reform zależy poprawa stanu polis.

## Tłumaczenia na język polski
- Andrzej Oskard, Mowy Demostenesa, Rzeszów 1869
- Izydor Poeche, Mowy Demostenesa, Kraków 1883
- Jerzy Kowalski, Wybór mów, Kraków 1922
- Romuald Turasiewicz, Wybór mów, Wrocław 1991